# إثيل جاكسون موريس
إثيل جاكسون موريس (بالإنجليزية: Ethel Jackson Morris)‏ هي رسامة توضيحية أسترالية، ولدت في 1891، وتوفيت في 1985.